# Stenomesson miniatum
Stenomesson miniatum är en amaryllisväxtart som först beskrevs av Herb., och fick sitt nu gällande namn av Pierfelice Ravenna. Stenomesson miniatum ingår i släktet Stenomesson och familjen amaryllisväxter.
Artens utbredningsområde är Peru. Inga underarter finns listade i Catalogue of Life.